# Літтлрок (Каліфорнія)
Літтлрок (англ. Littlerock) — переписна місцевість (CDP) в США, в окрузі Лос-Анджелес штату Каліфорнія. Населення — 1535 осіб (2020).

## Географія
Літтлрок розташований за координатами 34°31′30″ пн. ш. 117°58′54″ зх. д. / 34.52500° пн. ш. 117.98167° зх. д. (34.525126, -117.981631).  За даними Бюро перепису населення США в 2010 році переписна місцевість мала площу 4,77 км², з яких 4,77 км² — суходіл та 0,00 км² — водойми.

## Демографія
Згідно з переписом 2010 року, у переписній місцевості мешкало 1377 осіб у 417 домогосподарствах у складі 319 родин. Густота населення становила 288 осіб/км².  Було 461 помешкання (97/км²).
Расовий склад населення:
| - 58,7 % — білих - 5,4 % — чорних або афроамериканців - 1,7 % — азіатів - 1,2 % — корінних американців - 0,8 % — вихідців з тихоокеанських островів - 27,1 % — осіб інших рас |

До двох чи більше рас належало 5,1 %. Частка іспаномовних становила 54,1 % від усіх жителів.
За віковим діапазоном населення розподілялося таким чином: 30,4 % — особи молодші 18 років, 61,7 % — особи у віці 18—64 років, 7,9 % — особи у віці 65 років та старші. Медіана віку мешканця становила 32,3 року. На 100 осіб жіночої статі у переписній місцевості припадало 98,7 чоловіків;  на 100 жінок у віці від 18 років та старших — 97,1 чоловіків також старших 18 років.
Середній дохід на одне домашнє господарство  становив 50 909 доларів США (медіана — 39 313), а середній дохід на одну сім'ю — 55 080 доларів (медіана — 40 982). За межею бідності перебувало 30,1 % осіб, у тому числі 39,7 % дітей у віці до 18 років та 27,8 % осіб у віці 65 років та старших.
Цивільне працевлаштоване населення становило 733 особи. Основні галузі зайнятості: будівництво — 21,3 %, виробництво — 20,2 %, мистецтво, розваги та відпочинок — 13,8 %, роздрібна торгівля — 10,4 %.